# Picknick (album)
Picknick is het derde album van Boudewijn de Groot, verschenen begin 1968. Het album is geïnspireerd door albums als Sgt. Pepper's Lonely Hearts Club Band van The Beatles  uit de flowerpowerperiode. Op de eerste persingen van de lp zijn de beide zijden afzonderlijk getiteld, respectievelijk  'Picknick'  en  'De tuin der lusten'.

## Muzikale stijl
De muziek van het album Picknick valt binnen de genres psychedelische rock – in de nummers Picknick en Ballade van de vriendinnen voor één nacht gebruikt De Groot, geïnspireerd door George Harrison, het Indiase snaarinstrument de sitar, en barokpop – nummers worden veelal begeleid door een gearrangeerd melodieus muziekstuk uitgevoerd door een strijk- of blaasorkest.
Het album heeft een meer experimenteel karakter dan het voorgaande album Voor de overlevenden. Een aantal nummers heeft een experimentele opbouw en een opvallende keuze van instrumenten. Picknick bijvoorbeeld begint met een sitarsolo, die via geluidseffecten overgaat in een orkestraal gedeelte. Pas na een minuut begint het eerste couplet. De begeleiding van het nu volgende deel is een afwisseling van een slaggitaar en orkestrale strijkerspartijen.

## Nummers

### Album
Alle teksten zijn geschreven door Lennaert Nijgh tenzij anders vermeld, alle muziek is geschreven door Boudewijn de Groot.
| Nr. | Titel                                     | Duur |
| --- | ----------------------------------------- | ---- |
| 1.  | Picknick (tekst: Boudewijn de Groot)      | 3:30 |
| 2.  | Ballade van de vriendinnen voor één nacht | 2:54 |
| 3.  | Cinderella                                | 4:36 |
| 4.  | Ballade van wat beter is                  | 2:11 |
| 5.  | Tegenland                                 | 4:58 |
| 6.  | Mensen om me heen                         | 5:51 |

| Nr. | Titel                        | Duur |
| --- | ---------------------------- | ---- |
| 1.  | Canzone 4711                 | 3:27 |
| 2.  | Eva                          | 3:01 |
| 3.  | De tuin der lusten           | 2:40 |
| 4.  | Megaton                      | 3:11 |
| 5.  | Glazen stilte                | 2:05 |
| 6.  | Prikkebeen (met Elly Nieman) | 4:12 |

### Invloeden
Zoals eerder genoemd is het album Sgt. Peppers Lonely Hearts Club Band van grote invloed geweest op de nummers van dit album. In onderstaand citaat op zijn website verwijst hij o.a. naar het nummer 'Being for the benefit of Mr. Kite', wanneer hij het heeft over 'Henry the Horse':

Ballade van de vriendinnen voor één nacht' was onze 'When I'm sixty-four' en het slotakkoord van 'Prikkebeen' is dan wel niet zo lang als dat van 'A day in the life', maar het is wel degelijk een uitklinkende piano. De vrolijkheid van 'Mensen om me heen' was ons antwoord op het uitbundige gezwier in 'Henry the Horse'. Kortom, als ik het in 'Picknick' heb over 'de blikken blazersband', dan bedoel ik dus de Lonely Hearts Club Band.

Het nummer Canzone 4711 is een liefdeslied waarbij het eau de colognemerk 4711 in de titel verweven is. In de tekst zit een verwijzing naar All You Need Is Love van The Beatles: "... een man zat met een radio te spelen; die mij daarop vierstemmig mee kwam delen; dat liefde alles was wat ik nodig had."

### Het drieluik 'Tuin der lusten'
De nummers Eva, De tuin der lusten en Megaton vormen samen een drieluik (de Hemel, de Aarde en de Hel) dat is ontleend aan het drieluik Tuin der lusten van de schilder Jeroen Bosch.

## Albumhoes
De hoes werd ontworpen en uitgevoerd door het destijds populaire kunstenaarsduo Simon en Marijke, dat voor meerdere artiesten psychedelische hoezen ontwierp.
De voorzijde toont een kleurrijke, langharige persoon in een eveneens kleurrijke fantasiewereld. Onderaan de hoes staat  'Boudewijn', en de albumtitel in blauwe letters staat in een rode cirkel aan de rechterzijde. De persoon houdt de albumhoes van Picknick zelf vast, waardoor een droste-effect ontstaat – een eindeloze herhaling van deze afbeelding.
Op de achterkant staat een zwart-witfoto van Boudewijn de Groot die in een tuin met zijn gezin (vrouw Anneke, zoon Marcel en dochter Caya) rond een kleed zit. Hij is getooid met een bloemenkrans. Op de achtergrond zit Lennaert Nijgh in het gras. Aan de onderzijde van de hoes de tracklist en een overzicht van personeel.

## Singles
In september 1967 werd het nummer Picknick als single uitgebracht met Ballade van de vriendinnen voor één nacht als B-kant. In januari 1968 werd tegelijk met het album de single Prikkebeen uitgebracht met Eva als B-kant.

#### Singles vanPicknickin de Nederlandse Top 40
| Single met eventuele hitnotering(en) in de Nederlandse Top 40 | Datum van verschijnen | Datum van binnenkomst | Hoogste positie | Aantal weken | Opmerkingen     |
| ------------------------------------------------------------- | --------------------- | --------------------- | --------------- | ------------ | --------------- |
| Picknick/ Ballade van de vriendinnen voor één nacht           | 1967                  | 23-09-1967            | 25              | 4            |                 |
| Prikkebeen / Eva                                              | 1968                  | 09-03-1968            | 9               | 10           | met Elly Nieman |

## Medewerkers
Personen die meewerkten aan Picknick:
- Boudewijn de Groot – muziek; zang; tekst (Picknick)
- Lennaert Nijgh – teksten
- Elly Nieman – zang (Prikkebeen)
- Orkest o.l.v. Bert Paige – arrangementen, orkestleiding
- Cees Bruyn – arrangement (Prikkebeen)
- Tony Vos – productie
- Albert Kos, Gerard Beckers – geluidstechniek
- Han de Vries - hobo (Eva)
- Simon en Marijke – ontwerp en uitvoering albumhoes
- Ronald Sweering – fotografie albumhoes

## Prijzen
Op 7 maart 1969 ontving De Groot een Edison voor dit album.

## Trivia
- Aangezien De Groot zelf nog geen muziek kon schrijven, floot hij de melodieën voor aan Bert Paige, die de nummers arrangeerde.[5]
- De Nederlandse beatgroep The Kik heeft begin 2019 onder de titel "The Kik speelt Boudewijn de Groot" de albums Voor de overlevenden en Picknick integraal uitgevoerd met een strijkers- en blazersgroep gedurende een korte tour.[6]
- Het album verscheen alleen in stereo, er is geen mono-editie uitgebracht.